# Laurentius Nicolai Norvegus
Laurentius Nicolai mit dem Beinamen Norvegus (eigentlich Laurids Nielsen oder Nilssøn; * ca. 1540 in Oslo; † 5. Mai 1622 in Vilnius, Litauen) war ein norwegischer Jesuitenpater. Wegen seiner Beteiligung an der erfolglosen Gegenreformation in Schweden ist er in den skandinavischen Ländern vor allem unter dem Namen „Klosterlasse“ bekannt.

## Leben
Nicolai, nach unsicheren Angaben ein Bruder des späteren lutherischen Bischofs von Oslo Jens Nilssøn, wurde an den Domschulen in Oslo und Kopenhagen ausgebildet und begab sich 1558 auf eine Studienreise, zunächst nach Amsterdam. 1559 immatrikulierte er sich an der Universität Löwen, wo er zur römisch-katholischen Kirche übertrat. Nach dem Magisterexamen 1561 studierte er weiter, trat 1564 in den Jesuitenorden ein und wurde 1565 zum Priester geweiht. Als Kollege von Robert Bellarmin unterrichtete er im Ordensseminar, bemühte sich aber schon seit 1571 um eine Entsendung als Missionar nach Skandinavien.
Die Gelegenheit ergab sich 1575, als König Johann III. von Schweden, der schon seit längerer Zeit eine Umformung der lutherischen Kirche in humanistisch-reformkatholischem Sinne betrieb, eine Öffnung gegenüber Rom suchte. Nicolai reiste im Herbst 1575 nach Braunsberg und kam im April 1576 mit päpstlichem Mandat nach Stockholm, wo er eigentlich der Beichtvater der katholischen Königin Katharina Jagiellonica werden sollte, auf Wunsch des Königs aber zunächst nicht öffentlich machte, dass er Katholik war. Johann III. ernannte ihn zum Rektor einer soeben gegründeten theologischen Hochschule, dem Collegium regium Stockholmense, das im ehemaligen Franziskanerkloster auf der Insel Riddarholmen untergebracht war. Dort beeinflusste Nicolai die Studierenden in römisch-katholischem Sinne, ohne dies aber offenbar zu machen. Der Widerstand des lutherisch-orthodoxen Rektors der Stockholmer Stadtschule, Abraham Angermannus, führte nur dazu, dass dieser abgesetzt und die Stadtschule ebenfalls dem Collegium eingegliedert wurde. 1577 gewann Nicolai sechs Konvertiten, die zur weiteren Ausbildung ins Collegium Germanicum in Rom entsandt wurden, in den folgenden Jahren kamen weitere dazu. Ab 1578 traten er und weitere zur Unterstützung angeworbene Lehrer immer deutlicher als Katholiken auf, so dass sich der lutherische Erzbischof Laurentius Petri Gothus scharf gegen Nicolai wandte, was zu öffentlichen Anfeindungen führte. Der König hielt aber an Nicolai fest, der ihn in seinem Bestreben unterstützte, die umstrittene Agende (Röda Boken) und Kirchenordnung (Nova Ordinantia) durchzusetzen, und sich gegenüber Rom dafür einsetzte, dem königlichen Wunsch nach Erhalt bestimmter reformatorischer Errungenschaften wie dem Gottesdienst in der Volkssprache und der Aufhebung des Zölibats entgegenzukommen. Der päpstliche Legat Antonio Possevino, der die Unionsgespräche führte, lehnte dies jedoch ab, so dass der König im Sommer 1580 die Gespräche abbrach und die Jesuiten aus Schweden auswies.
Nicolai war schon im Mai 1580 abgesetzt worden, nachdem es einen Volksauflauf gegen das Kloster gegeben hatte. Er hielt sich zuerst auf dem Land auf, musste Schweden aber noch vor dem Jahresende verlassen und reiste zur Berichterstattung nach Rom. Auf Betreiben von Possevino durfte er zunächst nicht nach Braunsberg zurückkehren, wo die meisten der von ihm gewonnenen Konvertiten am Lyceum Hosianum ausgebildet wurden. So lehrte er 1581 am Jesuitenkolleg in Wien, ab 1582 an der Jesuiten-Hochschule in Olmütz und ab 1585 am Clementinum in Prag, wo er 1587 zum Dr. theol. promoviert wurde. Weitere Stationen waren das Jesuitenkolleg in Graz (1589–1598) und wieder Wien. Erst 1600 konnte er auf Veranlassung von Johanns III. Sohn, dem polnischen König Sigismund III. Wasa, nach Braunsberg zurückkehren und die Versuche zur Missionierung in Skandinavien wieder aufnehmen. Hierzu diente zuerst seine Confessio Christiana de via Domini, eine apologetische Darstellung des katholischen Glaubens, die 1604 auf Latein und 1605 in dänischer Übersetzung gedruckt wurde. 1606 unternahm er eine Reise nach Dänemark, um König Christian IV. für den Katholizismus zu gewinnen, wurde aber gleich wieder ausgewiesen. Seit 1610 Lehrer und Seelsorger am Jesuitenseminar in Riga, musste er die Stadt nach der Eroberung durch Gustav II. Adolf 1621 verlassen.

## Schriften (neuere Editionen)
- Examen confessionis fidei synodi Upsalensis in regno Sueciae anno Domini 1593 celibratae. Hrsg. v. Olof Kolsrud. Oslo 1965.
- Epistolarum commercium: aliaque quaedam scripta de manu eius. Hrsg. v. Johannes J. Duin, Oskar Garstein. St Olav Forlag, Oslo 1980